# Roujin Z
Roujin Z (老人Z, Rōjin Z, lit. Personne âgée Z) est un film d'animation japonais de Hiroyuki Kitakubo (scénario de Katsuhiro Otomo) réalisé et sorti en 1991. L'animation de Roujin Z a été produite par A.P.P.P. en association avec d'autres sociétés dont Movic, Sony Music Entertainment Japan, Aniplex et TV Asahi.
Le manga Zed, de Katsuhiro Ōtomo et Amina Okada, a été tiré de cet OAV (1 tome chez Glénat collection Kaméha).
Katsushiro Otomo a fourni l'intrigue, le scénario et la conception des machines, mais a choisi de ne pas réaliser, d'une part parce que le budget ne permettait pas une animation multiplan sophistiquée du type de celle d'Akira (1988), et d'autre part parce que - après de huit ans de travail sur la version imprimée et cinématographique d'Akira - il était plus désireux de se tourner vers son projet de film d'animation World Apartment Horror (1991). Assistant réalisateur - Kawajiri Yoshiaki. Directeur de l’animation - Iida Fumio. Conception des personnages - Eguchi Hisashi. Concepton artistque - Kon Satoshi.

## Synopsis
Kijuro Takazawa, veuf de 87 ans, a été choisi pour participer à des essais médicaux à l'aide du Z-001, un lit à énergie atomique contrôlé par un bio-ordinateur et conçu pour nourrir, faire faire de l'exercice, faire la toilette, donner le bain et divertir les patients âgés[réf. à confirmer]. Kijuro Takazawa a une aide à domicile, Haruko, l'étudiante en médecine, mais elle n'est pas au courant des essais au début, avant que Takazawa envoie un appel à l'aide via son lit Z-001 à l'ordinateur d'Haruko, ce qui provoque son intrusion dans le centre de recherche avec ses amis Nabuko, Nori et Maeda.Le responsable du projet pour les patients âgés, Terada, et son assistant, Hasegawa, tentent d'arrêter les intrus, mais pendant ce temps, le lit Z-001 devient mobile et ramène le patient Takazawa à son domicile, avec son élève infirmière à bord[réf. à confirmer]. Terada suit le Z-001 avec ses forces, mais il devient évident qu'il y a eu une faille dans la sécurité et le chef Minagawa est très en colère à ce sujet.
Haruko et ses amis travaillent dans un service pour personnes âgées, ils vont apprendre par hasard qu'un de leurs patients est un pirate informatique, ils lui demandent alors de développer un contact avec la Z-001. Lorsqu'ils réussissent enfin à entrer en contact avec le lit Z-001, Haruko transmet une image réconfortante de la défunte femme de Takazawa, Haru.
Il semble que le lit Z-001 soit possédé par l'esprit de Haru, afin que le lit redevienne mobile, s'échappe du centre de recherche et décide d'emmener Takazawa à travers le pays, tout en assimilant d'autres machines sur le chemin. L'armée est mobilisée pour arrêter la machine, tandis que les amis de Takazawa et le pirate informatique tentent de contacter la machine en fuite.
Il devient évident que la machine emmène Takazawa à Kamakura, où lui et Haru avaient l'habitude de passer leurs vacances. En chemin, la machine réussit à monter à bord de l'hélicoptère de Terada qui tente de la poursuivre. Hasegawa révèle que le lit Z-001 est en réalité une couverture pour un projet militaire, et qu'il doit donc activer le prototype militaire Alpha pour arrêter la machine. Mais l'Alpha est également assimilé et le lit Z-001 est finalement immobilisé par Haruko, qui désactive sa biopuce centrale. Le chat de la famille Takazawa dort sans se faire remarquer.
Après un certain temps, Haruko s'occupe de Takazawa dans un hôpital, quand soudain le lit Z-001 revient pour lui. Il est toujours contrôlé par l'esprit de Haru, la défunte épouse de Takazawa et  le chat de la famille habite également dans Z-001. Cette dernière fois, en employant le Grand Bouddha de Kamakura comme élément principal.

## Thèmes
Roujin Z est ancré dans les réalités sociales immédiates du Japon. Il aborde trois problèmes distincts de cette société : les soins de santé pour les personnes âgées, l'opposition entre les valeurs traditionnelles et la technologie moderne, et les plans secrets de la droite pour remilitariser le pays. Ce sont les éléments du film qui font la différence avec le fantastique pur et dur qui domine Akira (1988) ; en même temps, les éléments de science-fantasy de l'intrigue constituent une parodie farfelue des coups de pied cyberpunk et des renaissances cosmiques d'Akira (1988). Roujin Z met en scène un chat psychocinétique, possédé par l'esprit d'une épouse de Takazawa décédée mais délurée, désireuse de raviver sa relation avec son mari décrépit, ce qui fait d'elle la némésis de l'ensemble de l'établissement militariste. L'engagement en faveur de la force féminine est souligné par le personnage d'Haruko, alors que tous les hommes en vue (à l'exception du vieux pirate informatique) sont faibles, lâches ou vaniteusement imbus d'eux-mêmes. L'affrontement entre le lit transformé Z-001 et le menaçant Alpha, un élégant moteur de destruction, pousse plus loin la notion de machines organiques et d'assimilation bio-mécanique, en développant la notion de fusion métal-chair introduite dans Akira (1988).

## Distribution
| Personnage                      | Japonais            | Anglais (acteur, actrice de doublage) |
| Haruko Mitsuhashi (三橋晴子)    | Chisa Yokoyama      | Toni Barry                            |
| Nobuko Ooe (大江信子)           | Chie Satou          | Barbara Barnes                        |
| Mitsuru Maeda (前田満)          | Kooji Tsujitani     | Adam Henderson                        |
| Kijuurou Takazawa (高沢喜十郎)  | Hikojirou Matsumura | Ian Thompson                          |
| Yoshihiko Hasegawa (長谷川良彦) | Shinsuke Chikaishi  | John Jay Fitzgerald                   |
| Haru Takazawa (高沢ハル)        | Masa Saitou         | Nicolette McKenzie                    |
| Tomoe Satou (佐藤知枝)          | Rika Matsumoto      | Jane Carpenter                        |
| Personne âgée A (老人A)         | Ryuuji Saikachi     | Sean Barret                           |
| Personne âgée B (老人B)         | Hikojirou Matsumura | Blain Fairman                         |
| Personne âgée C (老人C)         | Takeshi Aono        | Nigel Anthony                         |

### Bandes Originales par Bun Itakura[6]
Formats : CD, Album
Sorti : Novembre 21, 1991
Genres : Rock, pop, classique, scène et écran
Paroles : Mishio Ogawa
Vocaux : Mishio Ogawa
| 宣誓 |

| 挨拶 #2 |

| Interlude - Hustle Mustle→A(W.T.D.)...Wild Today's Description |

| 夢の桟橋 [#2 Evening] |

| 走れ自転車 [Ending Roll] |

Transmission
| Dates | Chaîne                | Pays       |
| ----- | --------------------- | ---------- |
| 2004  | ImaginAsian           | États-Unis |
| 2005  | International Channel | États-Unis |
| 2012  | FUNimation Channel    | États-Unis |